# 強奪
強奪（ごうだつ、きょうだつ）とは、暴力行為などによって他人の所有物を奪い取る行為のことである。ほとんどの国家において刑事罰の対象とされる行為である。日本の刑法では窃盗罪、恐喝罪、強盗罪とされている。

## 概要
強奪は、威力などによって他人が所有権を主張する、もしくは所有しているものを奪い取る行為のことである。略奪とほぼ意味が同じであるが、強奪は一人～少人数での行為をさすことが多く、略奪は大人数の場合をさすことが多い。
戦争において（とりわけ兵站についての考えが未発達な時代において）食料を含む物資の調達、兵士に対する報酬（略奪品がそのまま報酬になったり、将軍が集めた略奪品を換金して兵士への給料とする場合がある）、敵に対する挑発、見せしめ、抵抗した町への報復、敵に対して経済的打撃を与えるなど様々な理由で無辜の人々に対する略奪は頻繁に、場合によっては味方の国の兵士によってさえ起こった。現在でこそ野蛮な所業として非難されることがあるが、交通網が未発達で物流が円滑でなかった中世、近世までは、略奪も富を稼ぐ一つの経済行為として合法的に認められていた。

## 暴動との関連
強奪（略奪）は、暴動との関連が非常に強い（以下強奪として記述）。それは暴動は暴徒化した集団が暴力行為や破壊活動を行うものであり、それに伴い商店も破壊され物が奪いやすくなるためである。このときに強奪行為を一部が行うものがいれば連鎖により次々と強奪が行われる。とくに、先進国などでは暴動の際に強奪行為が見られることは少ないが、発展途上にある国等では暴動に便乗して生活物資、貴金属などを奪うなどの行為がほぼ必然的に発生する。理由として、建前は先進国であるが貧富の差が激しい国であったり、スラム街での暴動であったり、貧民層などによる暴動であったり、災害などの社会情勢不安であったり原因はさまざまである。が、上で述べたように暴動と関連性が強い。
また強奪行為は暴力行為に等しいことから、けが人が必ずと言っていいほど出ると言ってよい。
また、暴動から強奪行為ではなく、強奪行為から暴動へ発展するケースもある。